# Hey! Say! JUMP 15th Anniversary LIVE TOUR 2022-2023
『Hey! Say! JUMP 15th Anniversary LIVE TOUR 2022-2023』（ヘイセイジャンプ フィフティーンスアニバーサリーライブツアー 2022-2023）はHey! Say! JUMPのライブ・ビデオ。2023年7月12日にジェイ・ストームから発売。
CDデビュー15周年を記念して2022年12月17日から2023年1月15日までバンテリンドーム ナゴヤ、東京ドーム、京セラドーム大阪、福岡PayPayドームの全国4大ドームを回るツアー「Hey! Say! JUMP 15th Anniversary LIVE TOUR 2022-2023」より、東京ドーム公演の様子を収録。また、初回限定盤には特典映像として9thアルバム『FILMUSIC!』を引っ提げて行われたアリーナツアー「Hey! Say! JUMP LIVE TOUR 2022 FILMUSIC!」の有明アリーナ公演の模様も収録される。
初回限定盤（Blu-ray/DVD）と通常盤（Blu-ray/DVD）の2種類で発売。

## 特典・仕様
Blu-ray/DVD共通。
- 初回限定盤 - スペシャルBOX仕様、ライブフォトブックレット（64P）、組み立て式 ぬい専用劇場チェア、スマホサイズフォトステッカー
- 通常盤 - 折りポスター封入

## 収録内容

### 本編映像
156分収録。Blu-rayではDisc 1にまとめて収録。

#### Disc 1
1. ファンファーレ!
2. SUPER DELICATE
3. Beat Line
4. Your Seed
5. ウィークエンダー
6. Born in the EARTH
7. MASTERPIECE
8. クランメリア
9. 群青ランナウェイ
10. Fate or Destiny
11. Give Me Love
12. Magic Power
13. JUMPing CAR
14. Come On A My House
15. MC
16. ジャニーズJr.コーナー

#### Disc 2
1. ただ前へ
2. ス・リ・ル
3. Star Time
4. From.
5. Puppy Boo
6. 恋をするんだ
7. 切なさ、ひきかえに
8. Ride With Me
9. 狼青年
10. BANGER NIGHT
11. UTAGE Tonight
12. 我 I Need You
13. TO THE TOP
14. サンダーソニア
15. White Love
16. ネガティブファイター
17. 春玄鳥
18. 15th Anniversary Medley
  1. OVER
  2. 真夜中のシャドーボーイ
  3. Sing-along
  4. キミアトラクション
  5. Chau♯
  6. 真剣SUNSHINE
  7. AinoArika
  8. 瞳のスクリーン
  9. 「ありがとう」〜世界のどこにいても〜
  10. Dreams come true
19. Ultra Music Power

### 特典映像

#### 初回限定盤
125分収録。DVDではDisc 3、Blu-rayではDisc 2に収録。
Hey! Say! JUMP LIVE TOUR 2022 FILMUSIC!（有明アリーナ公演）
1. ネガティブファイター
2. 春玄鳥
3. White Love
4. ウィークエンダー
5. Dreams come true
6. MASTERPIECE
7. OH MY BUDDY
8. 群青ランナウェイ
9. 僕はVampire
10. Fate or Destiny
11. Change the world Y2K
12. 業務☆スーパーマン
13. Come On A My House〜Get Out Of My House
14. ビターチョコレート
15. チョコラタ
16. 君がみた一等星 (ひかり)
17. 恋をするんだ
18. Ride With Me
19. 狼青年
20. BANGER NIGHT
21. 15th Anniversary Medley
  - OVER
  - 真夜中のシャドーボーイ
  - Sing-along
  - キミアトラクション
  - Chau♯
  - 真剣SUNSHINE
  - AinoArika
  - 瞳のスクリーン
  - 「ありがとう」〜世界のどこにいても〜
  - ファンファーレ！

22. 我 I Need You
23. TO THE TOP
24. サンダーソニア
25. ナイモノネダリ
26. JUMPing CAR
27. 明日へのYELL

#### 通常盤
88分収録。DVDではDisc 2、Blu-rayではDisc 1に収録。
ソロアングル映像
- クランメリア
- 群青ランナウェイ
- 恋をするんだ

## チャート成績
初週はDVDが4.8万枚、Blu-rayが8.8万枚で合計13.6万枚を売り上げ、「オリコン週間DVDランキング」「オリコン週間Blu-ray Discランキング」ともに初登場1位を獲得。音楽作品のDVDとBDを合計した「週間ミュージックDVD・BDランキング」でも1位となり、3作連続・通算3作目の「映像3部門」同時1位を獲得した。